# Koguryo-Grabstätten
Koguryo-Grabstätten ist eine von der UNESCO gelistete Stätte des Weltkulturerbes in Nordkorea. Die serielle Welterbestätte umfasst Grabstättengruppen und Einzelgrabstätten aus der Spätzeit des Königreichs Goguryeo.

## Hintergrund
Das Königreich Goguryeo war im 1. Jahrtausend n. Chr. eines der sogenannten drei Reiche von Korea. Es wurde laut dem Samguk Sagi von Dongmyeong auf dem heutigen Territorium Nordkoreas und der Mandschurei in Nordostchina um das Jahr 32 vor Christus gegründet, bestand jedoch vermutlich bereits ein- bis zweihundert Jahre vorher. Es eroberte große Teile der Mandschurei und drang auf der Koreanischen Halbinsel immer weiter nach Süden vor. Die größte Ausdehnung erreichte das Reich unter König Gwanggaeto (reg. 391–413) und seinem Sohn Jangsu (reg. 413–490). Im Jahre 427 n. Chr. verlegte Jangsu die Hauptstadt des Reiches nach Pjöngjang. Er drang immer weiter nach Süden vor und eroberte 475 Hanseong, das heutige Seoul, die damalige Hauptstadt des Königreichs Baekje. 668 wurde Goguryeo von einer Koalition des Königreichs Silla mit dem China der Tang-Dynastie erobert.
In Pjöngjang und seiner Umgebung liegen zahlreiche Grabstätten von Königen der Goguryeo-Dynastie, ihren Familienangehörigen und hochgestellten Adligen. Einige der Gräber sind mit Wandgemälden verziert. Sie sind das nahezu einzige Relikt der Goguryeo-Kultur. Insgesamt sind bislang in China und Nordkorea 10.000 Gräber aus der Goguryeo-Zeit bekannt, aber nur 90 dieser Gräber weisen Wandgemälde auf, knapp die Hälfte davon in Pjöngjang und seiner Umgebung. Die aufgefundenen Wandbilder bieten einen einzigartigen Einblick in das Alltagsleben der Goguryeo-Zeit, was Kleidung, Essen, Wohnen und die Bestattungsbräuche angeht. Darüber hinaus zeigen sie Motive religiöser Praktiken und Bilder, die mit dem Buddhismus, dem Taoismus und den vier Gottheiten zusammenhängen.

## Einschreibung
Die Einschreibung als Kulturerbestätte in die Welterbeliste erfolgte 2004 aufgrund eines Beschlusses der 28. Sitzung des Welterbekomitees als erste Welterbestätte Nordkoreas. Die Eintragung erfolgte aufgrund der Kriterien i, ii, iii und iv.

„(i): Die Wandmalereien der Koguryo-Grabstätten sind Meisterwerke der Kultur und der Epoche des Königreichs Koguryo. Der Bau der Gräber zeigt geniale technische Lösungen.“

„(ii): Die besonderen Bestattungsbräuche der Koguryo-Kultur hatten einen wichtigen Einfluss auf andere Kulturen in der Region, einschließlich Japan.“

„(iii): Die Koguryo-Grabstätten sind ein außergewöhnliches Zeugnis der Koguryo-Kultur, ihrer Bestattungsbräuche sowie ihres täglichen Lebens und Glaubens.“

„(iv): Der Komplex der Koguryo-Gräber ist ein wichtiges Beispiel für die Bestattungstypologie.“

Parallel zu den Koguryo-Grabstätten in Nordkorea wurde 2004 auch eine Gruppe von in China gelegenen Stätten des Königreichs Goguryeo unter dem Titel Hauptstädte und Grabmäler des antiken Königreichs Koguryo in die Welterbeliste aufgenommen.

## Umfang
Die Welterbestätte umfasst zwölf voneinander getrennte Areale mit insgesamt 30 großen Grabstätten. Diese haben insgesamt einen Schutzbereich von  234,73 ha. Einer der Schutzbereiche enthält zusätzlich mehrere Cluster kleinerer Gräber. Die einzelnen Schutzbereiche sind jeweils von Pufferzonen umgeben, die insgesamt eine Fläche von 1.701,2 ha haben. Dabei haben einige nahe beieinander liegende Schutzbereiche eine gemeinsame Pufferzone.
| Ref.-Nr. | Bezeichnung                                                                  | Lage                                 | Grabstätten | Nationalschatz      | Schutzbereich | Pufferzone |
| -------- | ---------------------------------------------------------------------------- | ------------------------------------ | --- | ------------------- | ------------- | ---------- |
| 1091-001 | Grab des Königs Dongmyeong und die Jinpha-ri-Gräbergruppe in seiner Umgebung | Ryongsan-ri Ryŏkp’o-guyŏk Pjöngjang  | - Grab des Königs Dongmyeong (Standort) | Nr. 36              | 220 ha        | 527 ha     |
| 1091-001 | Grab des Königs Dongmyeong und die Jinpha-ri-Gräbergruppe in seiner Umgebung | Ryongsan-ri Ryŏkp’o-guyŏk Pjöngjang  | - Jinpha-ri-Grab Nr. 1 (Standort) - Jinpha-ri-Grab Nr. 2 (Standort) - Jinpha-ri-Grab Nr. 3 (Standort) - Jinpha-ri-Grab Nr. 4 (Standort) - Jinpha-ri-Grab Nr. 5 (Standort) - Jinpha-ri-Grab Nr. 6 (Standort) - Jinpha-ri-Grab Nr. 7 (Standort) - Jinpha-ri-Grab Nr. 8 (Standort) - Jinpha-ri-Grab Nr. 9 (Standort) - Jinpha-ri-Grab Nr. 10 (Standort) - Jinpha-ri-Grab Nr. 11 (Standort) - Jinpha-ri-Grab Nr. 12 (Standort) - Jinpha-ri-Grab Nr. 13 (Standort) - Jinpha-ri-Grab Nr. 14 (Standort) - Jinpha-ri-Grab Nr. 15 (Standort) | Nr. 181 – Nr. 180 – | 220 ha        | 527 ha     |
| 1091-002 | Vier-Gottheiten-Grab und benachbarte Gräber                                  | Honam-ri Samsŏk-guyŏk Pjöngjang      | - Vier-Gottheiten-Grab (Standort) - Mehrere Grabhügelcluster mit kleineren Gräbern in der Umgebung | Nr. 26              | 0,8 ha        | 331 ha     |
| 1091-003 | Tokhwa-ri-Gräber                                                             | Tokhwa-ri Taedong-gun P’yŏngan-namdo | - Tokhwa-ri-Grab Nr. 1 (Standort) - Tokhwa-ri-Grab Nr. 2 (Standort) - Tokhwa-ri-Grab Nr. 3 (Standort) | Nr. 161 –           | 0,32 ha       | 92,3 ha    |
| 1091-004 | Drei Kangso-Gräber                                                           | Sammyo-ri Kangsŏ-gun Namp’o          | Drei nahe beieinander in Dreiecksform angeordnete Grabstätten: - Großes Kangso-Grab (Standort) - Mittleres Kangso-Grab (Standort) - Kleines Kangso-Grab (Standort) | Nr. 28              | 1,9 ha        | 473 ha     |
| 1091-005 | Tokhung-ri-Grab (Standort)                                                   | Tokhung-ri Kangsŏ-gun Namp’o         | | –                   | 2,5 ha        | 473 ha     |
| 1091-006 | Yaksu-ri-Grab (Standort)                                                     | Yaksu-ri Kangsŏ-gun Namp’o           | | Nr. 29              | 1,1 ha        | 67 ha      |
| 1091-007 | Susan-ri-Grab (Standort)                                                     | Susan-ri Kangsŏ-gun Namp’o           | | Nr. 30              | 1,2 ha        | 34,4 ha    |
| 1091-008 | Großes Ryonggang-Grab (Standort)                                             | Ryonggang-gun Namp’o                 | | –                   | 0,34 ha       | –          |
| 1091-009 | Zwillingssäulengrab (Standort)                                               | Ryonggang-gun Namp’o                 | | Nr. 39              | 0,29 ha       | –          |
| 1091-010 | Anak-Grab Nr. 1 (Standort)                                                   | Taechu-ri Anak-gun Hwanghae‑namdo    | | Nr. 73              | 0,54 ha       | 85 ha      |
| 1091-011 | Anak-Grab Nr. 2 (Standort)                                                   | Taechu-ri Anak-gun Hwanghae‑namdo    | | Nr. 74              | 0,54 ha       | 85 ha      |
| 1091-012 | Anak-Grab Nr. 3 (Standort)                                                   | Oguk-ri Anak-gun Hwanghae‑namdo      | | Nr. 67              | 5,2 ha        | 91,5 ha    |

## Bilder

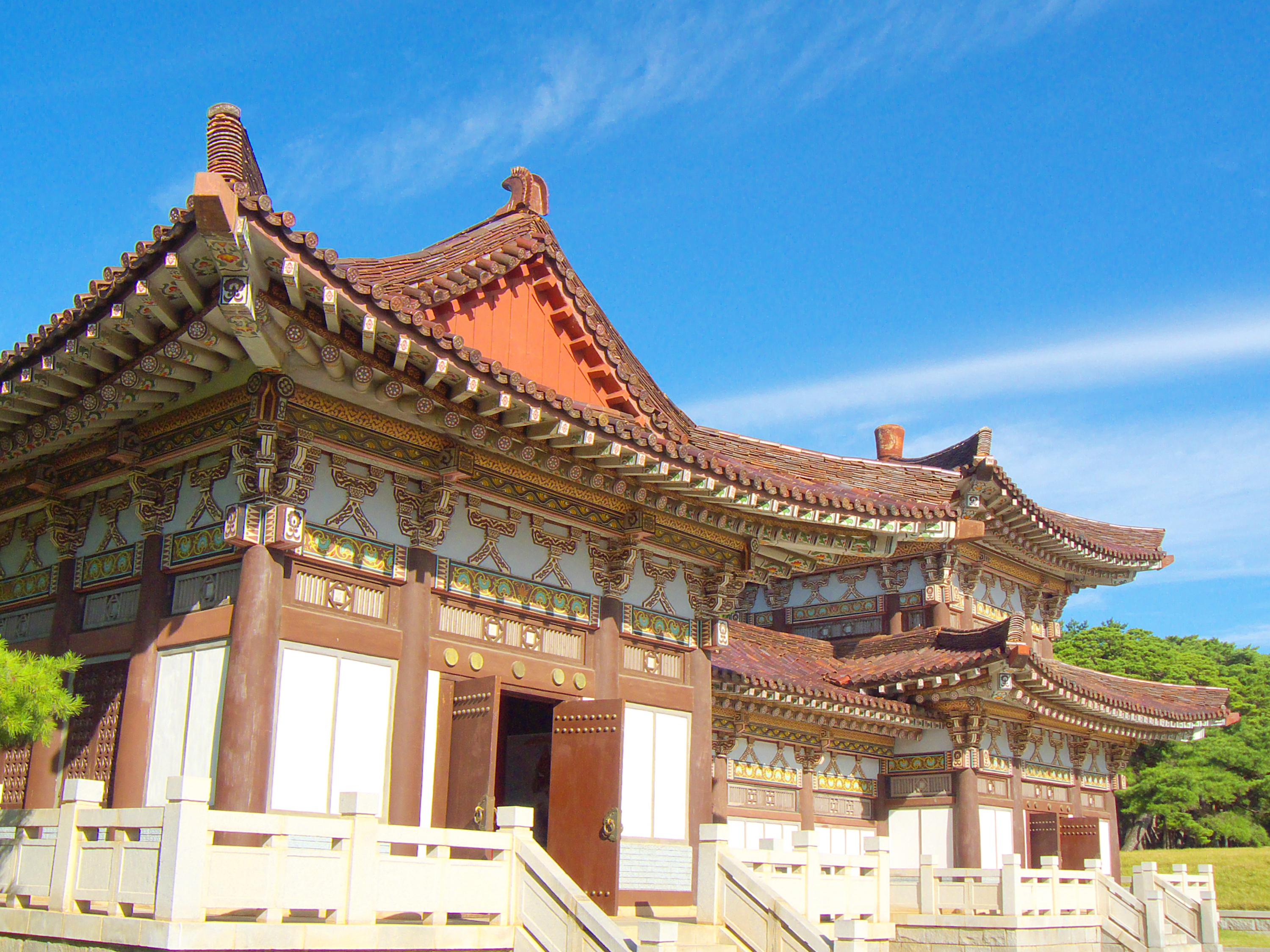
Tempel beim Grab des Dongmyeong
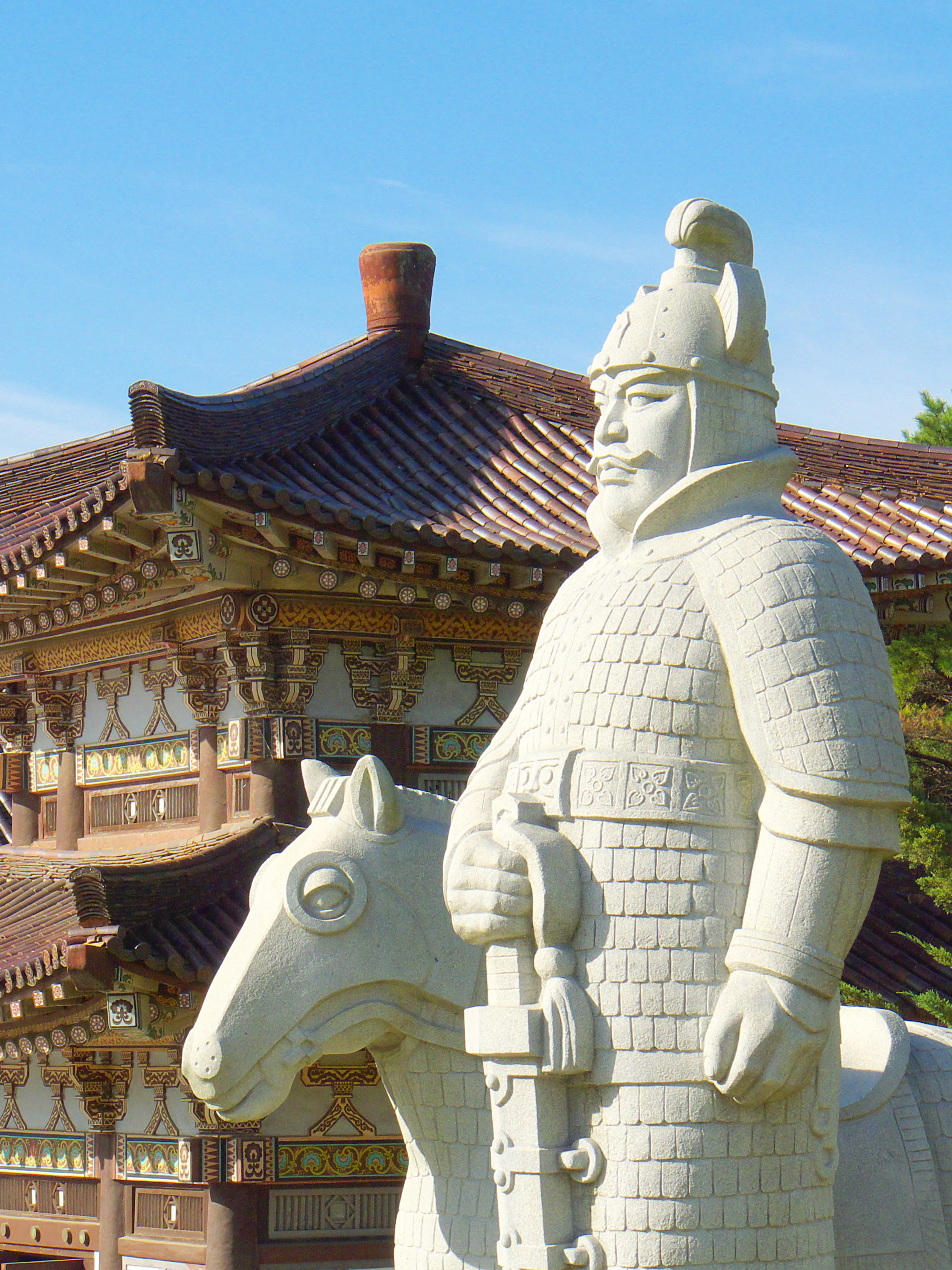
Steinfigur beim Grab des Dongmyeong
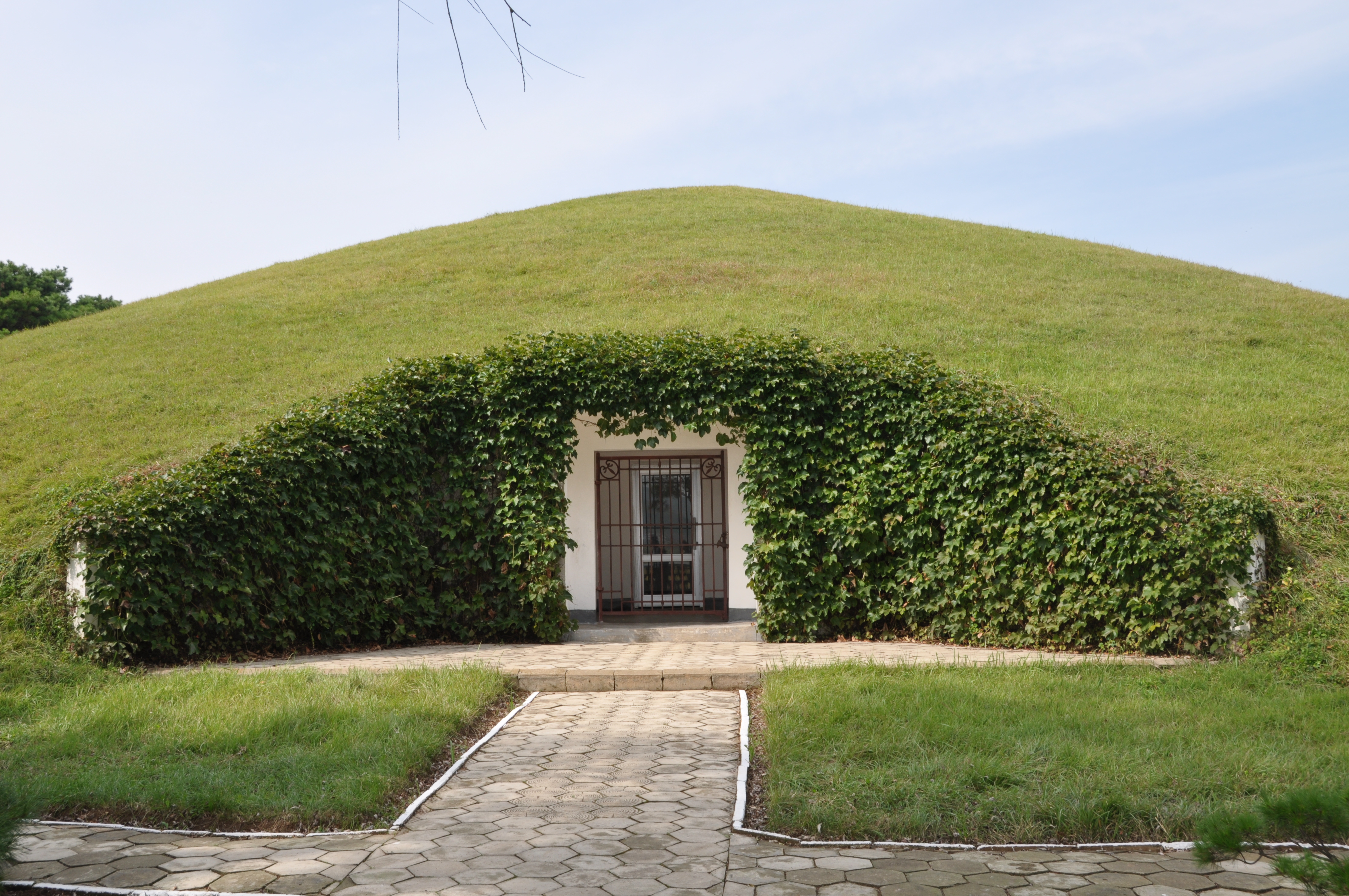
Großes Kangso-Grab
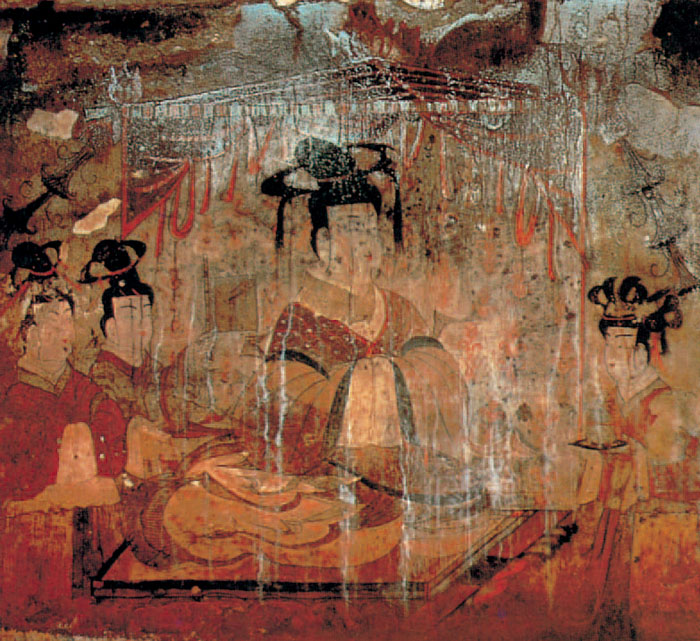
Wandbild einer Frau im Anak-Grab Nr. 3
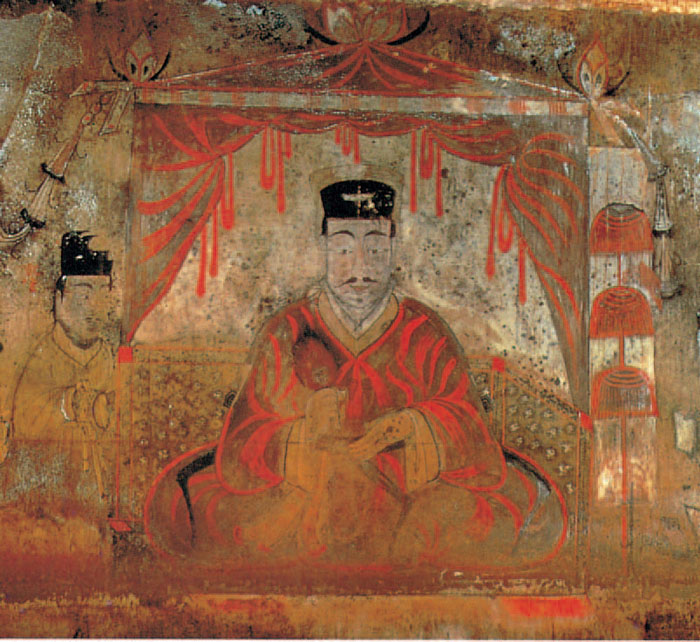
Wandbild eines Mannes im Anak-Grab Nr. 3